# Wilhelm Wetzel (General)
Wilhelm Wetzel (* 17. Juli 1888 in Sarbske, Kreis Lauenburg in Pommern; † 4. Juli 1964 in Hamburg) war ein deutscher General der Infanterie der Wehrmacht im Zweiten Weltkrieg.

## Leben
Wetzel trat am 19. Februar 1907 als Fahnenjunker in das Grenadier-Regiment „König Friedrich der Große“ (3. Ostpreußisches) Nr. 4 der Preußischen Armee ein und wurde am 18. August 1908 zum Leutnant befördert. Zu Beginn des Ersten Weltkrieges 1914 diente er in seinem Stammregiment bei der 2. Infanterie-Division an der Ostfront und wurde am 18. April 1916 zum Hauptmann befördert. Für sein Wirken erhielt er neben beiden Klassen des Eisernen Kreuzes das Ritterkreuz des Königlichen Hausordens von Hohenzollern mit Schwertern, das Verwundetenabzeichen in Schwarz, das Friedrich-Kreuz sowie das Lübecker Hanseatenkreuz.
Nach Ende des Krieges wechselte er in die Vorläufige Reichswehr und wirkte als Kommandeur und Generalstabsoffizier in verschiedenen Einheiten. 1920 wurde er Chef der 5. Kompanie des Infanterie-Regiments 2 in Rastenburg. Am 1. Februar 1929 wurde er Major und am 1. Mai 1931 Lehrer an der Pionierschule München. Seit Anfang 1932 war er Kommandeur des II. Bataillons des 18. Infanterie-Regiments in Münster und am 1. Juli 1933 wurde er zum Oberstleutnant ernannt. Am 1. Juni 1935 zum Oberst befördert, wurde er am 1. Oktober 1936 zum Kommandeur der Kriegsschule Potsdam bestellt.
Am 1. Februar 1939 erfolgte seine Beförderung zum Generalmajor, mit Beginn des Zweiten Weltkriegs am 1. September 1939 übernahm er die Führung der 255. Infanterie-Division, die bis 1940 im Protektorat Böhmen und Mähren stationiert war. Ab Mai 1940 nahm Wetzel mit seiner Division als Reserve der 18. Armee am Westfeldzug teil und kam in der zweiten Phase des Angriffes an der Loire zum Einsatz, danach folgte Etappensicherung im Raum Nantes und Bordeaux. Am 1. Dezember 1940 wurde Wetzel zum Generalleutnant befördert. Im Frühjahr 1941 verlegte die Division in das Generalgouvernement, ab Juni 1941 nahm seine Division beim Unternehmen Barbarossa im Mittelabschnitt der Ostfront im Verband des LIII. Armeekorps als Reserve teil. Er nahm an der Kesselschlacht von Minsk, an der Schlacht von Smolensk und am Unternehmen Taifun teil. Am 26. Dezember 1941 wurde er mit dem Deutschen Kreuz in Gold ausgezeichnet.
Am 12. Januar 1942 wurde er Kommandierender General des V. Armeekorps und am 1. Februar zum General der Infanterie ernannt. Er führte sein Korps während der deutschen Sommeroffensive 1942 im Verband der 17. Armee am südlichsten Abschnitt der Ostfront. Seine Truppen waren an der Eroberung von Rostow beteiligt und stießen in den Kaukasus vor. Für die schnelle Einnahme Rostows, das Überqueren des Dons, sowie für den Durchbruch durch die Bunkerstellungen erhielt er am 7. August 1942 das Ritterkreuz des Eisernen Kreuzes. Anfang 1943 führte er sein Korps in den Kubanbrückenkopf zurück. Am 5. April 1943 hatte die 17. Armee ihre Verlegungen in den die Verteidigungsstellungen des sog. Gotenkopfes abgeschlossen. Er gab sein Korps am 1. Juli 1943 ab und wurde kurzfristig in die Führerreserve versetzt. Zwischen dem 7. September und dem 20. Dezember 1943 wurde er mit der Führung des LXVI. Armeekorps in Frankreich beauftragt. Vom 1. März 1944 bis zum Kriegsende fungierte er als Kommandierender General des stellvertretenden X. Armeekorps und war damit auch gleichzeitig Befehlshaber des Wehrkreises X in Hamburg, wie auch der dortigen Militärgerichte.
Nach dem Zweiten Weltkrieg war Wetzel im Verlag Broschek u. Co. tätig.